# René Couturaud
René Couturaud, né le 12 décembre 1908 à Saint-Germain-en-Laye (Seine-et-Oise) et mort le 4 octobre 1981 à Annecy (Haute-Savoie), est un homme politique français.

## Biographie
Propriétaire et gérant d'une épicerie à Conflans-Sainte-Honorine, René Couturaud est investi dans la vie professionnelle, membre de la chambre de commerce de Seine-et-Oise, quand il rejoint l'Union de défense des commerçants et artisans de Pierre Poujade.
En 1956, il mène la liste poujadiste dans la première circonscription de son département, et obtient 9,3 % des voix, ce qui lui permet d'être élu député.
A l'Assemblée nationale,  il s'intéresse surtout à la situation des anciens déportés et prisonniers de guerre. Il ne se distingue pas par ses votes des positions des autres députés de son groupe, mais ne défend pas les positions fondamentales du poujadisme pour autant.
En 1958, il soutient le retour de Charles de Gaulle au pouvoir. Sa carrière politique s'achève avec la fin de la Quatrième République.

## Sources
- Ressource relative à la vie publique :   - Base Sycomore
- Biographie sur le site de l'assemblée nationale